# Наумкин, Юрий Павлович
Юрий Павлович Наумкин (род. 5 ноября 1968) — российский легкоатлет, специалист по прыжкам в длину. Выступал за сборную России по лёгкой атлетике в середине 1990-х годов, победитель и призёр первенств национального значения, участник летних Олимпийских игр в Атланте. Представлял Краснодарский край.

## Биография
Родился 5 ноября 1968 года. Учился в средней школе № 2 города Ейска. Воспитанник ейской ДЮСШ № 1 (тренер — Владимир Васильевич Петров). Позже тренировался в Краснодаре у заслуженного тренера РСФСР Марии Павловны Поддубновой. В 1989 году занял 2-е место на чемпионате России среди молодёжи. 
Свою первую значительную победу одержал в 1991 году, став победителем на Мемориале братьев Знаменских, и вошёл в число 25 сильнейших спортсменов СССР.
Впервые заявил о себе в прыжках в длину на взрослом всероссийском уровне в сезоне 1994 года, когда выиграл бронзовую медаль на чемпионате России в Санкт-Петербурге.
В 1995 году стал серебряным призёром на зимнем чемпионате России в Волгограде и, попав в основной состав российской национальной сборной, выступил на чемпионате мира в помещении в Барселоне — на предварительном квалификационном этапе провалил все три попытки, не показав никакого результата.
В 1996 году занял восьмое место на чемпионате Европы в помещении в Стокгольме, с личным рекордом в 8,21 метра одержал победу на чемпионате России в Санкт-Петербурге. Благодаря череде удачных выступлений удостоился права защищать честь страны на летних Олимпийских играх в Атланте — прыгнул здесь на 7,96 метра, расположившись в итоговом протоколе соревнований на 10-й строке.
На чемпионате России 1998 года в Москве взял бронзу в прыжках в длину.
В 1999 году добавил в послужной список бронзовую награду, полученную на чемпионате России в Туле.
Оставался действующим спортсменом вплоть до 2001 года, хотя в последнее время уже не показывал сколько-нибудь значимых результатов на международной арене.